# Promet v Ukrajini
Promet v Ukrajini vključuje kopenski (cestni in železniški), vodni (pomorski in rečni), zračni promet in cevovodni. Prometni sektor predstavlja približno 11 % bruto domačega proizvoda države in 7 % celotne zaposlenosti.        
Skupno se ukrajinske asfaltirane ceste raztezajo na 164.732 kilometrov. Glavne poti, označene s črko »M« za »Mednarodno« (ukrajinsko Міжнародний), potekajo skozi vso državo in povezujejo vsa večja mesta Ukrajine ter zagotavljajo čezmejne poti do sosednjih držav. 
Mednarodni pomorski promet poteka predvsem preko pristanišča Odesa, od koder redno plujejo trajekti do Istanbula, Varne in Haife. Največje trajektno podjetje, ki trenutno upravlja te linije, je Ukrferry.
Železniški promet v Ukrajini povezuje vsa večja urbana območja, pristanišča in industrijska središča s sosednjimi državami. Največja koncentracija železniških tirov je v regiji Donbas. Čeprav se je železniški tovorni promet v devetdesetih letih dvajsetega stoletja zmanjšal, je Ukrajina še vedno ena največjih svetovnih uporabnikov železnic.
Skupna dolžina železniške proge v Ukrajini je 22.473 kilometrov, od tega je bilo 9250 kilometrov elektrificiranih v 2000-ih. Država ima monopol pri opravljanju potniškega železniškega prometa in vse vlake, razen tistih, ki sodelujejo s tujimi podjetji na mednarodnih progah, upravlja njeno podjetje Ukrzaliznica. 
Letališče Borispil pri Kijevu je največje mednarodno letališče v Ukrajini. Ima tri glavne potniške terminale in je baza državnega letalskega prevoznika Ukraine International Airlines. Druga velika letališča v državi so letališča v Harkovu, Lvovu in Donecku (zdaj uničeno). Poleg svojega glavnega prevoznika ima Ukrajina številne letalske družbe, vključno z Windrose Airlines, Dniproavia, Azur Air Ukraine in AtlasGlobal Ukraine. Antonov Airlines, hčerinsko podjetje Antonov Aerospace Design Bureau, je bil edini operater največjega letala na svetu, An-225. 